# Павел Коломенский
Епи́скоп Па́вел II (ум. 3 (13) апреля 1656 (?)) — епископ Русской православной церкви, епископ Коломенский и Каширский. Почитается старообрядцами как первый мученик-старообрядец.

## Биография
Родился в начале XVII века в селе Лопатищи (ныне Кстовского района Нижегородской области). Отцом его был священник Иоанн. В 1620-х годах их семья переехала в присёлок Лыскова Кириково (ныне Лысковского района Нижегородской области). В Лыскове служил священник Анания, дом которого стал одним из центров формировавшегося движения боголюбцев.
По мнению Пьера Паскаля, Павел был ровесником Аввакума, а его отец, Иоанн, обучал азам грамоты будущего патриарха Никона. Однако это сведения не подкреплены ссылками на какие-либо документы. Если Павел был ровесником Аввакума, то возраст его епископского посвящения — около 32 лет, что противоречит церковной традиции того времени — поставлять в епископы лиц не моложе 40 лет.
Семья Павла переехала в село Кириково, куда пришёл служить нижегородский иерей Анания, считавшийся одним из лучших духовников и образованнейшим человеком. Во второй половине 1620-х годов для обучения к Анании приехал Иоанн Неронов, познакомившийся и подружившийся с сыном второго кириковского священника, будущим епископом.
Принял постриг в Макариевском Желтоводском монастыре, в монастыре (после первоначального образования в доме отца) он окончательно сформировался как книголюб, подвижник и молитвенник. С 1636 года монастырский казначей. Скорее всего, именно в Макарьевом монастыре Павел был рукоположён во священники, но когда это произошло — неизвестно.
По некоторым историческим данным известно, что епископ Павел постоянно проживал в городе Коломне. Во второй половине 1640-х годов иеромонах Павел входил в московский Кружок ревнителей благочестия вместе с протопопом Аввакумом Петровым, архимандритом (будущим патриархом) Никоном (Мининым), епископом Рязанским Иларионом (будущим гонителем «раскольников») и прочими. Как и другие ревнители благочестия, Павел был сторонником единогласного богослужения и пения на-речь.

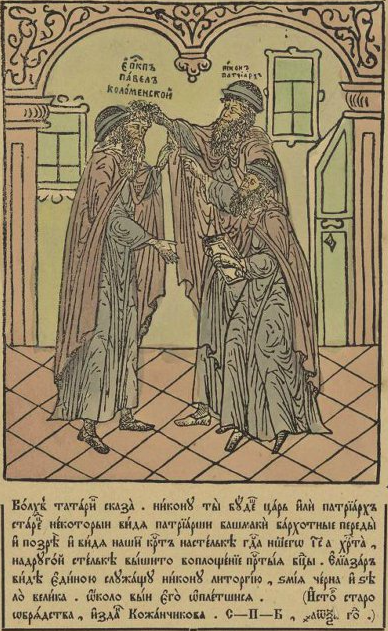
Страдание преосвященного Павла епископа коломенского. XIX в.

В июне 1651 года назначен настоятелем Пафнутьево-Боровского монастыря. На игуменство Павел был возведён патриархом Иосифом. Свою роль в этом возвышении должна была сыграть близость Павла к Кружку ревнителей благочестия, поскольку возведение на игуменство в столь прославленной обители, как Пафнутьево-Боровский монастырь было невозможно без предварительного согласования кандидатуры с царём и его духовником, протопопом Стефаном Вонифатьевым, или самого Никона (тогда митрополита Новгородского).
В 1652 году был одним из двенадцати претендентов на престол патриарха. Патриархом по настоянию Алексея Михайловича стал Никон. 23 июля 1652 года состоялось наречение митрополита Никона в Патриархи, а 25 июля — его возведение на кафедру. Участие в церемонии возведения игумена Павла служит ценным свидетельством о положении, занимаемом им в церковной иерархии.
17 октября 1652 года патриарх Никон возглавил его епископскую хиротонию и возвёл его на Коломенскую кафедру. Столь быстрое возведение Павла на кафедру, откуда, по мнению Сергея Зеньковского, «он мог легко влиять на церковную жизнь Москвы и патриаршей епархии», свидетельствовало о большой расположенности к нему нового Патриарха. Владыка Павел был строгим архиереем, и управлял епархией не взирая на лица. Епископ расширил трапезную при архиерейских палатах, и устроил при ней зимнюю церковь во имя Покрова Богородицы.
В 1653 году участники Кружка ревнителей благочестия направили царю грамоту «о сложении перст и о поклонех», составленную Аввакумом и Даниилом Костромским, где критиковалась церковная реформа, начатая патриархом Никоном. Под грамотой подписался и епископ Павел. Протопопы Аввакум, Даниил, Иоанн Неронов и другие были арестованы, но епископа Павла гнев Патриарха не коснулся.
В 1654 году для узаконивания своих действий патриарх Никон собрал Собор, среди участников которого был и епископ Павел. Речи епископа Павла на Соборе сохранились в записях архидиакона Павла Алеппского. На Соборе епископ Павел открыто выступил в защиту старых книг и против отмены земных поклонов во время великопостной молитвы Ефрема Сирина: «С того времени, как мы сделались христианами, и получили правую веру по наследству от отцов и дедов благочестивых, мы держались этих обрядов и этой веры, и теперь не согласны принять новую веру».
Свою точку зрения Павел аргументировал ссылками на два древних устава — «харотеиной» и «писмяной». По-видимому, реакция на выступление епископа Павла была бурной. Впоследствии он «с плачем» вспоминал, как «его на соборе истязаху, и коликая наглости и гаждения ему творяху». В работе приводится диалог епископа Павла и патриарха Никона, где первый четыре раза обращает внимание второго на то, что его мнение не соответствует катехизису Православной церкви.
По сообщению архидиакона Павла Алеппского, «коломенский епископ, будучи нрава строптивого, не захотел принять и одобрить тот акт, ни приложить свою руку, не говоря уже о том, чтобы дать своё засвидетельствование». В действительности же, принятая на Соборе формулировка: править «против старых и греческих книг» (то есть — по древним образцам) удовлетворила его. Подпись епископа Коломенского и Каширского Павла стоит под актами Собора среди прочих. Здесь же оговаривается его особое мнение о поклонах: «А что говорил на Святем Соборе о поклонех и тот устав харатеиной во оправдание положил зде, а другой писмяной». Авторитет, которым пользовался епископ Павел в Церкви, первоначально побудил Никона прибегнуть к мирным уговорам с целью убедить епископа Павла изменить своё мнение о реформах. Симеон Денисов передал спор, произошедший между Патриархом и архипастырем Коломенским. По старообрядческому преданию, этот спор закончился тем, что Никон сорвал с Павла мантию и собственноручно избил без милости. Изложение инцидента в документах официальной церкви несколько осторожнее: Большой Московский собор 1666 года ставил Никону в вину, что он «сам един… кроме всякого Поместного Собора, на нём же должен бяше явити его погрешения… По низложении Павла, епископа Коломенского, егоже из мантии обнажи жестоце и на лютая биения и наказания предаде, и на дальняя заточения предаде…».
Был единолично без Соборного суда (вопреки церковным правилам) лишён Никоном епископской кафедры. После этого Никон написал клеветническое письмо патриарху Константинопольскому Паисию I — якобы он и Иоанн Неронов составили новые молитвы и чины церковные, и развращают людей, и отделяются от соборной церкви. Введённый в заблуждение патриарх Константинопольский осудил «сторонников новшеств». Епископ Павел был сослан Никоном на Онежское озеро, в Палеостровский Рождественский монастырь, где пробыл полтора года. Условия содержания были довольно тяжёлыми, но у святителя и исповедника была возможность общаться со стекавшимися к нему мирянами и священниками, получавшими от него советы, утешение и архипастырское благословение.

Знай … церковь Божию и пребывай в ней, терпя до конца все нападения; собрания же бесовского блюдися, зане и собрание нечестивых тоже называют церковью Божией. (С. 16)

Стойте и держите предание святых апостолов и святых отцов; почитайте священника, без него не пребывайте, на покаяние приходите, посты сохраняйте, пьянственного пития удаляйтесь, Тела Христова не лишайтесь. … (С. 25.)
В отдельных старообрядческих источниках упоминается «Великий собор»(с. 16—18), созванный по благословению епископа Павла в Куржецком монастыре (рядом с местом ссылки Павла Коломенского). Есть разные точки зрения, имел ли он место — так, как описан

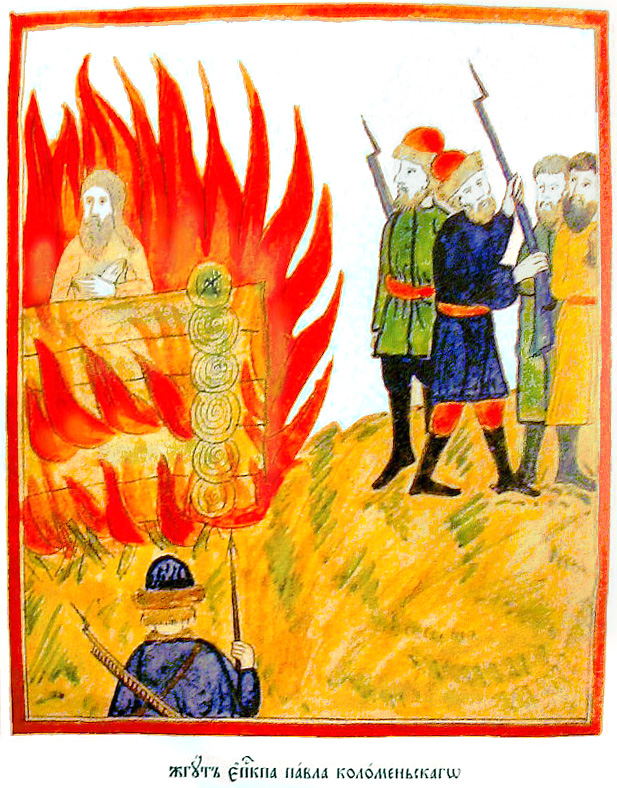
Сожжение Павла Коломенского. (старообрядческая миниатюра XIX века)

В 1656 году Павел был переведён в новгородский Хутынский монастырь. Там он был под более строгим надзором и полностью лишился возможность общаться с единомышленниками. В старообрядческих источниках утверждается, что Павел начал юродствовать Христа ради (единственный в церковной истории пример юродивого-епископа). Традиционно юродивые считались неприкосновенными на Руси, а к их словам прислушивались как в народе, так и во власти, вплоть до царя. Хутынский игумен и братия монастыря считали Павла сумасшедшим и прекратили строгий надзор за ним. Это позволило исповеднику посещать окрестности монастыря и проповедовать среди окрестных жителей. Это стало известно Никону, и тогда, по официальному объяснению гибели епископа, «никто не видел, как погиб бедный: зверями похищен или в реку упал и утонул». По старообрядческим источникам, Никон будто бы подослал наёмных убийц, и епископ Павел Коломенский был сожжён в срубе в великий четверток, то есть 3 апреля по старому стилю (13 по новому) 1656 года.
Большой Московский собор 1666—1667 годов, судивший Никона, вменил ему извержение из сана и смерть епископа Павла: «Да ты же, Никон, коломенского епископа Павла без собора, вопреки правил, низверг и обругал и сослал его в ссылку и там его умучил, и то тебе низвержение вменится в убийство».

## Память
Среди старообрядцев почитание епископа Павла как святого началось сразу же после его кончины и продолжается до сих пор. Старообрядческая традиция имеет великое множество «Сказаний» о епископе Павле, но отделение в них легендарных сведений от собственно исторического нарратива представляет немалую трудность. Дмитрий Урушев сетует, что «вокруг имени владыки Павла нагромождается масса небылиц и фантазий. Ему привелось быть героем совершенно невероятных старообрядческих легенд и произвольных исторических измышлений. Тем более досадно, что о епископе известно немало бесспорных и достоверных сведений».
Вне старообрядческой среды фигура епископа Павла оказалась в тени более знаменитых современников — царя Алексея Михайловича, патриарха Никона и протопопа Аввакума и нечасто привлекала внимание учёных. Как отмечает священник Сергий Кулемзин, «в нашей церковно-исторической литературе известия о епископе Павле крайне скудны. Это связано с тем, что долгое время, вплоть до окончания синодального периода, тема раскола и его деятелей (к которым косвенно относился и епископ Павел) либо замалчивалась, либо излагалась заведомо тенденциозно».
Первым, из светских историков, кто обратил внимание на епископа Павла, был Михаил Погодин, опубликовавший в 1854 году в журнале «Москвитянин» статью «Замечание о родине патриарха Никона и его противников», где призывал молодых учёных: «Сколько важного и полезного для науки можно ещё сделать, познакомясь с письменною литературою и принявшись с тщанием собирать сведения об исторических наших личностях. Что известно у нас в общем обороте о каком-нибудь… епископе Павле?».
В 1905 году Сергей Белокуров издал два выпуска «Сказаний о Павле, епископе Коломенском», представлявшие собой записанные им устные рассказы, а не подлинные исторические документы.
В 1938 году французский ученый Пьер Паскаль выпустил книгу «Протопоп Аввакум и начало раскола», где попытался реконструировать биографию епископа Павла.